# 丁香宁
丁香宁是一种有机化合物，化学式C11H10O4，属于色原酮衍生物，存在于丁子香（Syzygium aromaticum）等植物中，也是胡萝卜（Daucus carota）中的苦味化合物之一。